# Anthaxia granatensis
Anthaxia granatensis es una especie de escarabajo del género Anthaxia, familia Buprestidae. Fue descrita científicamente por Verdugo en 2013.